# Il gorilla vi saluta cordialmente
Il gorilla vi saluta cordialmente (Le gorille vous salue bien) è un film del 1958 diretto da Bernard Borderie.